# Drago Buka
Drago Buka (Sarajevo, 4. septembar 1948) bosanskohercegovački je glumac. Gotovo ceo glumački radni vek proveo je u sarajevskom Pozorištu mladih, gde je ostvario mnoge zapažene uloge. U matičnom pozorištu režirao je brojne programe i predstave za decu i omladinu.
Danas je u penziji posle četrdeset godina aktivnog umetničkog i glumačkog rada.

## Biografija
Drago Buka je rođen u Sarajevu 1948. godine, gde je stekao osnovno, srednje i visoko obrazovanje.

### Glumački angažman
Osim kratkog jednogodišnjeg angažmana u Narodnom pozorištu Tuzla (1974—1975), ceo glumački radni vek u stalnom angažmanu proveo je u Pozorištu mladih. Kao gostujući glumac igrao je u brojnim predstavama u Narodnom pozorištu Sarajevo, Kamernom teatru 55 i SARTR-u. Igrao je u mnogim delima domaćih i svetskih autora, kao što su: Šekspir, Molijer, Žari, Fejdo, Bond, Marin Držić, Branislav Nušić, Kosta Trifković, Branko Ćopić, Duško Radović i dr. Takođe je glumio u mnogim radijskim i televizijskim dramama i serijama, kao i u nekoliko filmova.

### Dramaturgija i režija
Poslednjih godina bavi se i prevođenjem, dramaturgijom i režijom. U matičnom pozorištu režirao je brojne programe i predstave za djecu i omladinu: Tajna dvorske lude, Hazima Akmadžića, Abeceda, Feride Duraković, Bio jednom jedan voz, Mačak u čizmama i Hrabri Zečić Uplašić kao kompletni autorski projekti. Tu su još i Bor visok do neba prema tekstu Stevana Pešića, Šekspirova Bura, Zaljubljeni krokodil, adaptiran prema dramskom predlošku Daniele Kulot, Nema dima bez vatre, autora Petera Hathazija.

### Rajvosa
U alternativnoj dramskoj grupi Rajvosa pri Centru za kulturu Sarajevo godinama je nastupao kao glumac, ali radio i kao režiser. Režirao je i u njoj igrao, popularnu komediju Bosanska podvala sa tematikom iz bosanskog miljea, koja je požnjela veliki uspjeh kod publike. Izvedena je stotinjak puta širom Federacije BiH.

## Filmografija

### Filmovi
- Viza za budućnost: Novogodišnji special (2004) — Nero
- Viza za budućnost: Novogodišnji special (2003) — Nero
- Viza za budućnost: Novogodišnji special (2002) — Nero
- Borac (2001)
- Elvis (1997)[10]
- Krivda (1989)
- Nadvožnjak (1987)
- Sudanija (1977)
- Posjeta (1977)[1]

### Serije
- Foliranti (2011) — Policajac
- Lud, zbunjen, normalan (2008) — Policajac
- Viza za budućnost (2007) — Nero
- Mikrofon je vaš (2006)[1]

## Spoljašnje veze
- Drago Buka на веб-сајту  (језик: енглески)
- Kamerni teatar 55